# Nolan Luhn
Nolan Harry Luhn (né le 27 juillet 1921 à Kenney (en) au Texas et mort le 27 novembre 2011) est un joueur américain de football américain.

## Carrière

### Université
Luhn étudie à l'université de Tulsa où il joue pour l'équipe de football américain des Golden Hurricane.

### Professionnel
Nolan Luhn est sélectionné au vingt-cinquième tour du draft de la NFL de 1945 par les Packers de Green Bay au 263e choix. Il fait une saison de rookie comme remplaçant avant de s'imposer aux postes de wide receiver et defensive end. En 1946, il inscrit un safety. En 1947, il inscrit sept touchdowns pour les Packers et fait sa meilleure saison en recevant quarante-deux passes pour 696 yards (moyenne de 16,6 yards par passe). Après la saison 1949, il n'apparaît plus sur les terrains de la NFL.

## Statistiques
En cinq saisons en NFL, Luhn joue cinquante-six matchs dont trente-huit comme titulaire. Il reçoit cent passes pour 1525 yards et treize touchdowns. Il marque un safety.

## Mort
Il meurt le 27 novembre 2011 à l'âge de quatre-vingt-dix ans.